# Archivio Vol. 2
Archivio Vol. 2 è una raccolta uscita nel 2009.
Le tracce dalla 1 alla 10 sono dall'album Un altro giorno di gloria del 1985.
Le tracce dalla 11 alla 15 sono quelle rimaste escluse dall'album Un altro giorno di gloria del 1985.
Le tracce 17 e 18 sono versioni alternative.
La traccia 19 dall'album compilation Chaos In Europe del 1985.
La traccia 23 (nascosta) è da una sessione del 1984.

## Tracce
1. Nabat - 2'15" - (album Un altro giorno di gloria 1985)
2. Un altro giorno di gloria - 2'52" - (album Un altro giorno di gloria 1985)
3. Lopez - 3'57" - (album Un altro giorno di gloria 1985)
4. Gabbia - 3'45" - (album Un altro giorno di gloria 1985)
5. Martò - 5'35" - (album Un altro giorno di gloria 1985)
6. P.A.A - 3'14" - (album Un altro giorno di gloria 1985)
7. Ti sei fermato ad ascoltare mai? - 3'38" - (album Un altro giorno di gloria 1985)
8. Tempi nuovi - 5'39" - (album Un altro giorno di gloria 1985)
9. Gratta la pancia al tuo titolare - 2'42" - (album Un altro giorno di gloria 1985)
10. Italia degli sfruttati - 4'43" - (album Un altro giorno di gloria 1985)
11. Cosa rimane - 4'00" - (escluse dall'album Un altro giorno di gloria 1985)
12. Grido di libertà - 3'23" - (escluse dall'album Un altro giorno di gloria 1985)
13. Nandein - 2'54" - (escluse dall'album Un altro giorno di gloria 1985)
14. Uno dei mods - 2'23" - (escluse dall'album Un altro giorno di gloria 1985)
15. Rock and roll ugo - 4'13" - (escluse dall'album Un altro giorno di gloria 1985)
16. Gingle radio melody - 0'17"
17. Asociale Oi! - 2'10" - (versione alternativa)
18. Senza soldi senza casa - 2'11" - (versione alternativa)
19. Laida Bologna - 3'16" - (album Chaos In Europe del 1985)
20. Nati per niente - 3'08"
21. Nichilistaggio - 2'38"
22. Nichilistaggio - 2'47"
23. Gratta la pancia al tuo titolare - 3'41" - (nascosta)-(da una sessione del 1984)